# V.C.S. Ichthus Landelijk
Verenigde Christenstudenten Ichthus Landelijk, kortweg: V.C.S. Ichthus Landelijk of simpelweg Ichthus, is een verband van Nederlandse christelijke studentenverenigingen met de primaire focus op studenten in het wetenschappelijk onderwijs en het hoger beroepsonderwijs. Alle Ichthusverenigingen zijn lid van de Nederlandse tak van IFES, een internationale organisatie van christenstudenten.
Ichthus profileert zich als een organisatie van studentenverenigingen met open karakter, met een diverse ledenkring en waar de Bijbel op verenigingavonden een centrale plek inneemt. Een lid van Ichthus wordt aangeduid als een Ichthiaan

## Etymologie
De naam is afgeleid van het Griekse woord Ichthus. Het Griekse woord ‘Ichthus’ betekent ‘vis’ en wordt gevormd door de beginletters van de Griekse woorden 'Ièsous Christos Theou Uios Sootèr', betekenend 'Jezus Christus, Zoon van God, Verlosser'.

## Ontstaansgeschiedenis
De Ichthusbeweging ontstond op 25 februari 1960 in Utrecht, naar aanleiding van een grootscheepse evangelisatieactie op de Utrechtse universiteit. Deze door Prins Bernhard geopende actie werd gehouden van 16 tot 19 november 1959, en de pas bekeerde studenten konden op deze nieuwe studentenbeweging worden opgevangen. Hierna werden ook in verschillende andere steden Ichthusbewegingen opgericht. Door de tijd heen hebben de meeste Ichthusgroepen hun status veranderd in "studentenvereniging". In 2014 zijn de zeven alphastudentenverenigingen toegetreden tot Ichthus Landelijk.

## Afzonderlijke verenigingen
Er zijn Ichthusverenigingen in Amsterdam, Arnhem, Breda, Dronten, Ede, Eindhoven, Groningen, 's-Hertogenbosch, Leiden, Nijmegen, Rotterdam, Tilburg, Utrecht, Wageningen en Zwolle. De Reformatorische Studentenkring (RSK) uit Enschede is buitengewoon lid.

### Amsterdam
E.S.V. Ichthus Amsterdam ontstond aan het begin van de jaren zestig toen een groepje studenten bij elkaar kwam om bijbelstudie te doen. Toen dit in 1965 wat vastere vormen had aangenomen, werd Ichthus Amsterdam opgericht. Op Ichthus Utrecht na, is Ichthus Amsterdam hiermee de oudste vereniging die valt onder het V.C.S. Ichthus Landelijk verband. Waar er eerst werd begonnen met één wekelijkse Bijbelkring en een speciale gebedskring,
groeide dit in enkele jaren uit tot tien Bijbelkringen.
In 2022 bestaat de vereniging uit 35 leden en telt de vereniging zes kringen. Naast lid van het V.C.S. Ichthus Landelijk verband, is E.S.V. Ichthus Amsterdam lid van de akvv (Amsterdamse Kamer van Verenigingen) en de ocsva (Overleg Christelijke Studentenverenigingen Amsterdam).

### Arnhem
C.S.V. Ichthus Arnhem werd opgericht in 1975 als Pro Deo en veranderde via Alpha Arnhem in de huidige naam. De vereniging bestaat in 2022 uit 13 leden die tweewekelijks een Bijbelstudie houden. De andere weken zijn er gezamenlijke activiteiten. Ichthus Arnhem werd in juli 2025, na 50 jaar bestaan, opgeheven. Er waren slechts 5 leden over. 

### Breda
C.S.V. Ichthus Breda is opgericht in 1985 als christelijke studentenvereniging Alpha en sloot zich in 2014 aan bij Ichthus Landelijk.
Het ledenaantal bedraagt ongeveer 38 in 2022, voornamelijk van de hogescholen Avans en BUAS. Ook zijn er leden van de KMA. De leden komen een- tot tweewekelijks bij elkaar voor Bijbelstudie of ontspannende activiteiten. Verder organiseert de vereniging activiteiten als gala's, lezingen, borrels, een jaarlijkse vakantie, feesten en sportevenementen. De vereniging karakteriseert zich door een mix tussen 'Brabantse' gezelligheid en verdieping in het geloof. Verder onderhoudt Ichthus Breda warme banden met de andere Ichthus verenigingen, met name de Brabantse.

### 's-Hertogenbosch
C.S.V. Ichthus 's-Hertogenbosch is in 1985 opgericht als christelijke studentenvereniging Alpha en sloot zich in 2014 aan bij Ichthus Landelijk. Het bestaat uit een groep studenten die hun geloof uit willen dragen naar de stad waarin ze wonen. Elke dinsdag komen de leden bij elkaar voor kringavonden, ontspannen avonden, gezamenlijke maaltijden, feestjes of sprekersavonden. In 2018 gingen de studenten in het kader van het Ichthus Interaction project uit hun comfortzone door de stad dienen of zich in te leven in de minderbedeelde medemens.
Het aantal leden schommelt anno 2022 rond de 20.

### Dronten
C.S.V. Ichthus Dronten, tot 21 mei 2015 nog C.S.V. Alpha Dronten geheten, bestaat sinds de jaren 80 en heeft circa 50 leden, voornamelijk van het CAH-Vilentum. De vereniging houdt eens in de twee weken Bijbelstudies verspreid over de vier Ichthushuizen.

### Ede
C.S.V. Ichthus Ede is in 1983 opgericht als christelijke studentenvereniging Alpha en heeft zich in 2014 aangesloten bij Ichthus Landelijk. Ichthus Ede heeft anno 2025 ongeveer 110 leden. De vereniging is opgedeeld in districten, waarbinnen de bijbelstudiekringen gevormd worden. De leden komen wekelijks bij elkaar voor zogeheten districtsavonden, Preach, Prayer, Praise (PPP)-avonden, algemene ledenvergaderingen en andere gezamenlijke activiteiten als 'Verbroeder en tjil' (VET)-avonden.

### Eindhoven
C.S.V. Ichthus Eindhoven, opgericht in 1969, ging in 2009 als laatste binnen het Ichthusverband over van een beweging naar een rechtsvorm. In het seizoen 2002/2003 haalt de beweging voor het eerst een ledenaantal boven de 50. Anno 2022 telt de vereniging ongeveer 115 leden en is daarmee de grootste christelijke studentenvereniging in Eindhoven. De vereniging is sinds 2016 gevestigd in de eigen Sociëteit Amnis.

### Enschede
RSK (Reformatorische StudentenKring) Enschede is een in 1973 opgerichte christelijke studentenvereniging. Er zijn in 2022 ongeveer 60 leden met vooral studenten van de hogeschool Enschede (Saxion) en de Universiteit Twente. De RSK Enschede ziet de Bijbel als de grondslag van de vereniging. De RSK is buitengewoon lid van Ichthus Landelijk en onderhoudt banden met de C.S.F.R.. Daarnaast is de RSK vertegenwoordigd binnen Christelijk Overleg Orgaan Studenten Enschede (ChOOSE). Ook is de RSK lid van IFES.

### Groningen
C.S.V. Ichthus Groningen is ontstaan in 1982 als beweging. Ze maakt deel uit van OCSG, het Overleg Christelijke Studentenverenigingen Groningen. waaraan meerdere christelijke studentenverenigingen uit de stad deelnemen.
In 1995 werd de beweging een stichting en in 2011 veranderde de rechtsvorm naar vereniging.
In de jaren 90 groeide de vereniging gestaag door en werden er in 2003 ruim 200 leden geteld. In 2006 was Ichthus Groningen de grootste Ichthus Vereniging van Nederland. Anno 2022 heeft de vereniging 131 leden.

### Leiden
E.S.V. Ichthus Leiden begon in 1966 als Bijbelkring voor verpleegsters en werd officieel opgericht in 1967. Het telt anno 2022 ongeveer 85 leden.
De leden zijn voornamelijk afkomstig van de Universiteit Leiden en Hogeschool Leiden en hebben verschillende kerkelijke achtergronden; van gereformeerde gemeente tot baptist en van katholiek tot evangelisch.

### Maastricht
C.S.V. Ichthus Maastricht was als beweging begonnen op 25 mei 1985 en was een vereniging van 3 juni 1994 tot 14 april 2010. Toen hield C.S.V. Ichthus Maastricht op te bestaan na een fusie met de Maastrichtse Studentenvereniging Navigators. De nieuwe christelijke vereniging die hieruit voortvloeide heet C.S.V. Lux ad Mosam en sloot zich op 22 maart 2013 aan bij het Overkoepelend Zuster Overleg Nederland.

### Nijmegen
C.S.V. Ichthus Nijmegen werd in 2001 opgericht. De vereniging bestond echter al als bijbelstudiegroep sinds 1969. Anno 2022 heeft Ichthus Nijmegen zo'n 75 leden. Het maakt deel uit van de Koepel der Christelijke Studentenverenigingen Nijmegen (CSN).

### Rotterdam
De Ichthusvereniging in Rotterdam werd in 1967 als beweging opgericht en in 1997 omgezet in een officiële vereniging: de Rotterdamse Evangelische Studentenvereniging Ichthus (R.E.S.V. Ichthus). In 2015 werd de naam gewijzigd in Christelijke Studentenvereniging Ichthus Rotterdam (C.S.V. Ichthus Rotterdam). De vereniging telt anno 2022 ongeveer 70 leden.

### Tilburg
C.S.V. Ichthus Tilburg werd als beweging opgericht in 1975. Hoewel het ledental lange tijd op de vingers van twee handen te tellen was, groeide de groep met hulp van C.S.V. Ichthus Eindhoven uit van zo'n 20 studenten in 1993 en tot 40 leden in 1995. In dat jaar werd ook het eerste (informele) bestuur aangesteld. In het seizoen 2001/2002 werd de beweging omgezet in een vereniging. Na een aantal mindere jaren qua ledenaantal is Ichthus Tilburg in 2016 gefuseerd met de vrijgemaakte studentenvereniging Vegetist. De nieuwe naam werd Via Fidei en anno 2020 bestaat Via Fidei uit zo'n 55 studenten.

### Utrecht
C.S.V. Ichthus Utrecht is met haar 163 leden de grootste Ichthusvereniging in Nederland. In 1960 werd de vereniging opgericht en is daardoor tevens de oudste Ichthus studentenvereniging. Iedere dinsdag heeft Ichthus Utrecht een Bijbelkring en iedere donderdag een open avond, waar iedereen welkom is. Daarnaast maakt Ichthus Utrecht deel uit van de BroederOverleg Christelijke Studenten in Utrecht.

### Wageningen
C.S.V. Ichthus Wageningen is opgericht in 1971. De leden van deze Ichthusvereniging zijn voornamelijk afkomstig van de Wageningen Universiteit, de Van Hall Larenstein, de Christelijke Hogeschool Ede. en de Aeres. Anno 2022 zijn er 47 leden.

### Zwolle
C.S.V. Ichthus Zwolle is een christelijke studentenvereniging, opgericht in 1981. De vereniging droeg al vóór de toetreding van de Alphaverenigingen bij Ichthus de naam Ichthus en heeft deze naam behouden. In 2024 telt de vereniging ongeveer 130 leden. De leden zijn voornamelijk studenten van Hogeschool Windesheim en Hogeschool Viaa, maar ook van andere MBO-, HBO- en WO-instellingen in Zwolle en omgeving.

## Activiteiten

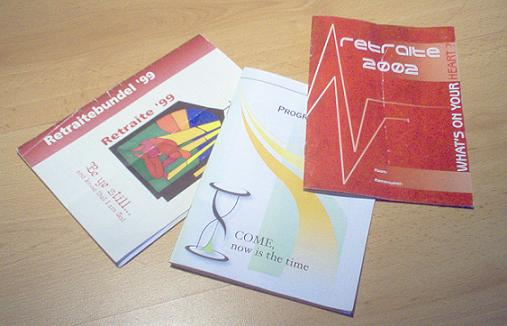
Programmaboekjes van de jaarlijkse "ichthusretraite"

Het aantal en de aard van de activiteiten van de verschillende verenigingen is redelijk divers. De kernactiviteit van de verenigingen is echter de (twee)wekelijkse Bijbelstudiekring. Twee van de grootste jaarlijkse evenementen waarin alle Ichthusverenigingen participeren, zijn het Gala en de Retraite. Daarnaast wordt ook elk jaar een volleybaltoernooi voor alle Ichthus-verenigingen georganiseerd.

### Ichthus zeilkampen
Het eerste Ichthus-zeilkamp vond plaats van 4 tot 11 juli 1959, en werd georganiseerd door de groep Utrechtse studenten die een paar maanden later de grote evangelisatieactie op touw zou zetten waardoor de Ichthusverenigingen ontstonden. Ichthus Zeilkampen werd sinds 2005 een zelfstandige stichting, onder bestuur van de Centrale KampStaf. De stichting onderhoudt nauwe contacten met het Landelijk Bestuur (LB) van V.C.S. Ichthus Landelijk. Jaarlijks trekken de zeilkampen ongeveer 170 (oud)studenten.

### Retraite
De Ichthus Retraite is een weekendevenement, dat jaarlijks georganiseerd wordt in november. Tijdens het weekend is er ruimte voor gebed en samenzang, en kunnen er werkgroepen en lezingen gevolgd worden. Sinds 1995 vindt de retraite plaats in conferentieoord "Emmaüs", in een voormalig klooster in het Noord-Brabantse Helvoirt.

### Sportdag
De Ichthus Landelijke Sportdag wordt jaarlijks georganiseerd in maart. Aanvankelijk werden er verschillende sporten beoefend. Door de tijd verwerd het evenement tot een volleybaltoernooi. Het toernooi vindt plaats in de stad van het team dat de voorgaande editie heeft gewonnen.

### Gala
Het Ichthus Landelijk Gala is een jaarlijks evenement dat elk jaar plaatsvindt in een andere Nederlandse stad. De organiserende vereniging is verantwoordelijk voor de locatie en invulling van het gala. Het gala biedt een gelegenheid om elkaar in een feestelijke en formele setting beter te leren kennen.